# جو إلي
جو إلي (بالإنجليزية: Joe Ely)‏ هو كاتب أغاني وموسيقي أمريكي، ولد في 9 فبراير 1947 في أماريلو في الولايات المتحدة.

## وصلات خارجية
- الموقع الرسمي
- جو إلي على موقع IMDb (الإنجليزية)
- جو إلي على موقع ميوزك برينز (الإنجليزية)
- جو إلي على موقع أول ميوزيك (الإنجليزية)
- جو إلي على موقع ديسكوغز (الإنجليزية)
- جو إلي على موقع قاعدة بيانات الفيلم (الإنجليزية)